# 半花擬隆頭魚
半花擬隆頭魚，為輻鰭魚綱鱸形目隆頭魚亞目隆頭魚科的其中一種，分布於復活節島海域，棲息深度可達250公尺，體長可達25公分，棲息在礁石區，生活習性不明。

## 擴展閱讀
維基物種上的相關：半花擬隆頭魚